# Parafia św. Marcina w Przysietnicy
Parafia św. Marcina w Przysietnicy – parafia rzymskokatolicka znajdująca się w archidiecezji przemyskiej, w dekanacie Brzozów. 
Proboszczem parafii w latach 1963–1990 był ks. Paweł Komborski.